# Ignacio Fernández Toxo
Ignacio Fernández Toxo (Ferrol, 25 november 1952) is de huidige algemeen secretaris van de Spaanse vakbond Comisiones Obreras (CC. OO.) en tevens de huidige voorzitter van het Europees Verbond van Vakverenigingen (EVV).

## Levensloop
Hij begon zijn beroepscarrière als leerling bij het Empresa Nacional Bazán van de Construcciones Navales Militares, dat in 2000 fusioneerde met de Empresa Nacional Bazán tot de Astilleros Españoles (AESA). Tijdens zijn jeugd was hij militant voor de Liga Comunista Revolucionaria (LCR) en later van de Partido Comunista de España (PCE).
Reeds in zijn prille carrière kwam hij in aanraking met de vakbond en nam hij deel aan de organisatie van de algemene staking van Ferrol op 10 maart 1972. Tijdens de manifestaties dreef de Policía Armada enkele stakers in het nauw, onder wie de negentienjarige Toxo. De Policía Armada schoot daarbij op de groep, waardoor meer dan 40 mensen gewond raakten en twee arbeiders gedood werden. Hij werd er tevens gearresteerd en later veroordeeld tot 5 jaar gevangenisstraf. Deze gebeurtenis liet een diepe indruk op Toxo na en hij verwijst er nog vaak naar in zijn toespraken.
Hij wist echter te vluchten uit de gevangenis van A Coruña en dook onder tot de uitvaardiging van de Amnestiewet van 17 oktober 1977. Tijdens de algemene verkiezingen van 1977 kwam hij op als lijsttrekker in de provincie A Coruña voor de Frente por la Unidad de los Trabajadores (FUT). Ook kreeg hij zijn baan bij Empresa Nacional Bazán terug. Daar werd hij verkozen tot syndicaal vertegenwoordiger in de ondernemingsraad.
In november 1987 werd hij verkozen tot algemeen secretaris van de Federación del Metal de Comisiones Obreras. In deze functie organiseerde hij mee de fusie van zijn vakcentrale met de Minería del sindicato tot de Federación Minerometalúrgica de Comisiones Obreras (M CC. OO., 1995) waarvan hij tevens de eerste voorzitter werd. Hij bleef in deze functie tot 2004. In dat jaar werd hij secretaris van het Syndicale Actiecomité van de CC. OO., lid van de confederale vakbondsraad en lid van het uitvoerend bureau.
Op 19 december 2008 werd hij verkozen tot algemeen secretaris van de CC. OO. tijdens het 9de Confederaal congres. In die functie, die hij tot op heden uitvoert, volgde hij José María Fidalgo op. Tijdens het twaalfde congres van het EVV, op 18 mei 2011, werd hij verkozen tot voorzitter en opvolger van Wanja Lundby-Wedin.
Gerelateerde onderwerpen: Vakbond · Vakcentrale · Syndicalisme · Sociale zekerheid · Arbeid · Werkloosheid